# Lefebvrea angustisecta
Lefebvrea angustisecta är en flockblommig växtart som beskrevs av Adolf Engler. Lefebvrea angustisecta ingår i släktet Lefebvrea och familjen flockblommiga växter. Inga underarter finns listade i Catalogue of Life.